# Бон Анконтр
Бон Анконтр (фр. Bon-Encontre) насеље је и општина у југозападној Француској у региону Аквитанија, у департману Лот и Гарона која припада префектури Ажан.
По подацима из 2011. године у општини је живело 6151 становника, а густина насељености је износила 299,17 становника/km². Општина се простире на површини од 20,56 km². Налази се на средњој надморској висини од 80 метара (максималној 209 m, а минималној 48 m).

## Демографија
| 1962. | 1968. | 1975. | 1982. | 1990. | 1999. | 2011. |
| ----- | ----- | ----- | ----- | ----- | ----- | ----- |
| 2.600 | 3.177 | 3.853 | 4.462 | 5.362 | 5.759 | 6.151 |

График промене броја становника у току последњих година